# Karstenbuis
Een karstenbuis of karstenpijp is een glazen buisje van 10 centimeter lengte waarmee het wateropnemend vermogen van metselwerk, beton en pleisterwerk wordt gemeten. De buis is genoemd naar Prof. Rudof Karsten.

## Methode
De karstenbuis wordt met butyl, een soort kleefklei, verticaal op of tegen een ondergrond bevestigd en tot de rand gevuld met water. Het waterniveau in de karstenbuis zal zakken als de ondergrond water opneemt. Na 5 en 15 minuten wordt het waterniveau op de maatverdeling van de karstenbuis afgelezen. Het verschil geeft het waterabsorptievermogen van de ondergrond aan.

## Toepassing
De karstenbuis wordt gebruikt om het waterabsorptievermogen te bepalen. Dit is onder andere van belang wanneer een gevel waterafstotend (hydrofoob) wordt gemaakt. In dat geval worden er twee metingen verricht om het waterabsorptievermogen te bepalen, zowel vooraf als na de behandeling. De meting kan eventueel na 5 of 10 jaar herhaald worden om te bepalen of de behandeling herhaald moet worden.